# Barra antintrusión
Una barra antintrusión es un dispositivo de seguridad pasiva, instalado en la mayoría de los automóviles y otros vehículos terrestres para proteger a los pasajeros de impactos laterales. Los impactos laterales son peligrosos por dos razones: a) el lugar del impacto está muy cerca del pasajero, al que el vehículo impactante puede llegar inmediatamente; b) en muchos accidentes de impacto lateral, el vehículo que impacta puede ser más grande, más alto, más pesado o estructuralmente más rígido que el vehículo impactado. La función de una barra antintrusión es absorber la energía cinética de los vehículos que chocan y que se transmite parcialmente a los miembros involucrados en el choque.
General Motors exploró diseños para contrarrestar las colisiones de impacto lateral ya en 1969, y Ford obtuvo una patente para la tecnología en 1975. Volvo introdujo el sistema de protección contra impactos laterales para sus automóviles de las series 700, 800 y 900 a principios de los años 1990.

## Rendimiento
El rendimiento de una viga lateral se mide mediante varios indicadores. Los más importantes son:
- la absorción de energía específica, que mide la cantidad de energía absorbida por unidad de masa;
- la eficiencia energética η, que es la relación entre la carga media y la carga máxima transmitida al vehículo durante el impacto.

Además:
- la cantidad de intrusión, para una energía determinada, debe ser lo más pequeña posible;
- la profundidad o diámetro máximo de la barra debe ser razonablemente pequeño, ya que la puerta del vehículo generalmente no deja mucho espacio;
- el coste debe ser razonablemente pequeño.

## Diseño
Las barras antintrusión comúnmente abarcan la longitud de la puerta aproximadamente en una sección media vertical de la misma. Como muestra la figura, los perfiles típicos pueden ser abiertos o cerrados (tubulares, normalmente con una sección transversal redonda).
Se fabrican convencionalmente mediante procesos de estampación o hidroconformado. Cuando la sección transversal está cerrada, los tubos se pueden tal cual están. En la literatura científica y técnica se han propuesto algunos diseños no convencionales.

## Materiales utilizados
Las barras antintrusión generalmente están fabricadas con aceros de alta resistencia. Sin embargo, algunos estudios indican que el acero inoxidable 304 podría ser una mejor opción debido a su campo plástico más grande y una mayor capacidad potencial de absorción de energía absorbida antes de fracturarse. En la literatura científica y técnica también se han propuesto algunas combinaciones de materiales no convencionales, por ejemplo basadas en tubos rellenos de espuma metálica o materiales compuestos. 